# Pacy Vallée-d'Eure Football
Il Pacy Vallée-d'Eure Football è un'associazione calcistica francese del paese di Pacy-sur-Eure fondata nel 1932.
Attualmente gioca nel Championnat National e disputa le proprie partite presso lo Stade Pacy-Ménilles.

## Palmarès

### Competizioni nazionali
- Championnat de France amateur: 1

2007-2008

## Rosa 2009-2010
| N. |                    | Ruolo | Calciatore            |
| -- | ------------------ | ----- | --------------------- |
|    | Francia (bandiera) | P     | William Dos Santos    |
|    | Francia (bandiera) | P     | Sébastien Robert      |
|    | Francia (bandiera) | D     | Stjepan Cvitkovic     |
|    | Francia (bandiera) | D     | Jean-Charles Denoyers |
|    | Algeria (bandiera) | D     | Jugurtha Domrane      |
|    | Francia (bandiera) | D     | Rosère Manguélé       |
|    | Francia (bandiera) | D     | Grégory Rouchon       |
|    | Senegal (bandiera) | D     | Dominique Sylva       |
|    | Francia (bandiera) | C     | Nordine Aguini        |
|    | Francia (bandiera) | C     | Gaël Angoula          |

| N. |                    | Ruolo | Calciatore        |
| -- | ------------------ | ----- | ----------------- |
|    | Algeria (bandiera) | C     | Sofiane Bezzou    |
|    | Francia (bandiera) | C     | Zakaria Gueye     |
|    | Francia (bandiera) | C     | Jimmy Nirlo       |
|    | Francia (bandiera) | C     | Badougou Sambagué |
|    | Francia (bandiera) | A     | Yassin El-Azzouzi |
|    | Camerun (bandiera) | A     | Marcel Essombé    |
|    | Francia (bandiera) | A     | Oussoumane Fofana |
|    | Francia (bandiera) | A     | Stéphane Jaequi   |
|    | Francia (bandiera) | A     | Franck Paillette  |
|    | Algeria (bandiera) | A     | Kamel Ramdani     |